# Joseph Johnson (politico)
Joseph Johnson (19 dicembre 1785 – Bridgeport, 27 febbraio 1877) è stato un politico statunitense.

## Biografia
Fu il trentaduesimo governatore della Virginia. Nato nella Contea di Orange, partecipò alla guerra del 1812.
Alla sua morte il corpo venne sepolto nel cimitero Brick Church. Molti luoghi presenti a Bridgeport portano il suo nome.